# 旧コナ空港州立リクリエーションエリア

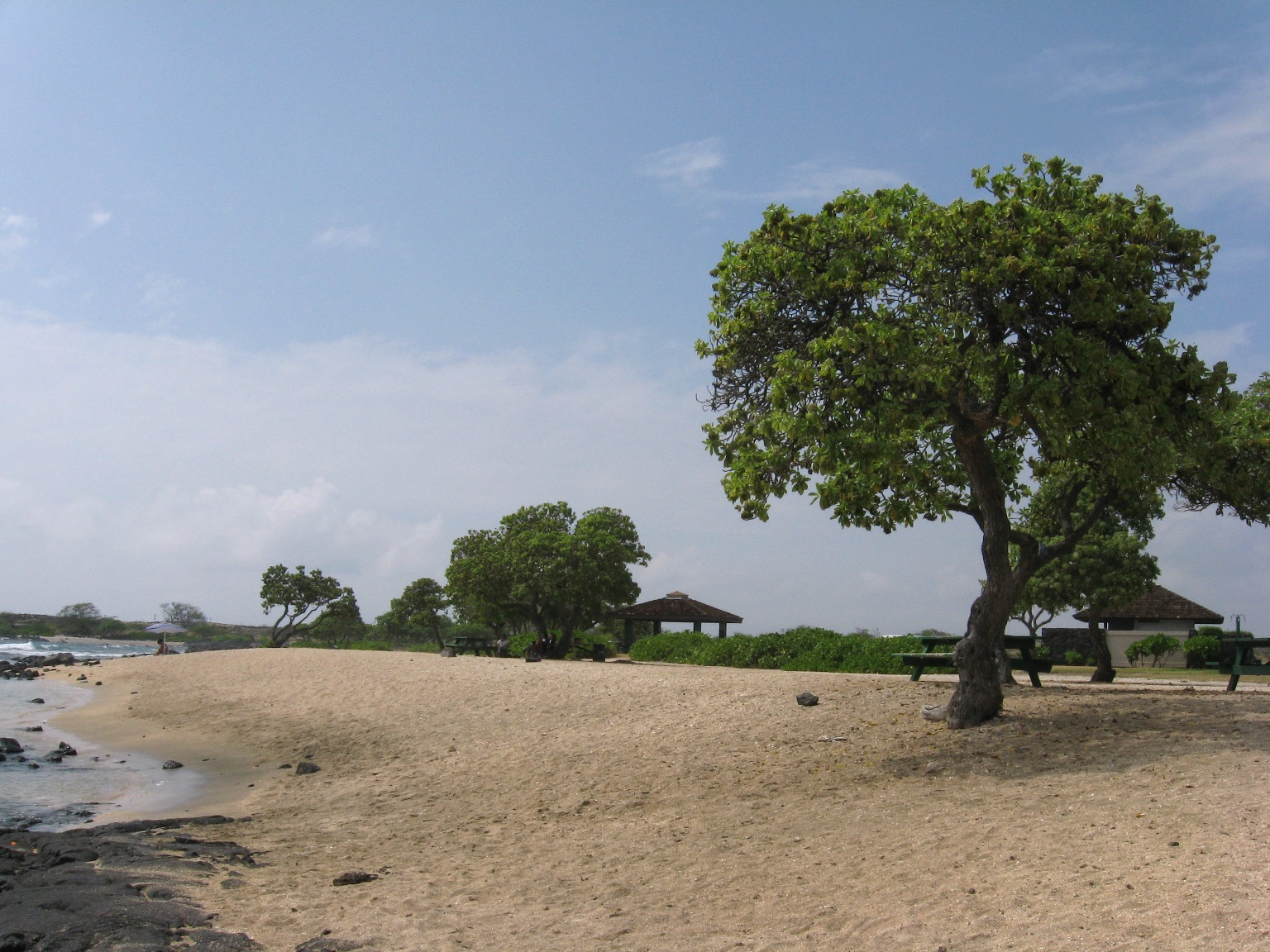
旧コナ空港公園の砂海岸

旧コナ空港州立リクリエーションエリア（きゅうコナくうこうしゅうりつリクリエーションエリア、英語: Old Kona Airport State Recreation Area）は、アメリカ合衆国ハワイ州ハワイ島にある州立のリクリエーションエリア。旧コナ空港の跡地で、地元の人だけが訪れるような静かな公園である 。

## 歴史
旧コナ空港は第二次世界大戦中に小さな滑走路で始まり、1949年に旅客ターミナルの完成を待って旅行客へも解放されて、1970年にすぐ北のケアホレ岬（Keahole Point）に新コナ国際空港が完成して空港がそこへ移ったあと、旧コナ空港の敷地は1976年に州立リクリエーションエリアとして整備された。

## 施設
このリクリエーションエリアは旧コナ空港の敷地（103.7エーカー＝42.0ヘクタール）を占めていて、現在ある次のような施設はハワイ郡が管理している。
- 野球場
- フットボール場
- 水泳場（Aquatic Center、25ヤードプール２つと子供用プール）
- バスケットボール場（屋内および屋外）
- 幼児の遊戯施設
- 砂海岸
- パヴィリオン（Pavilion）- 音楽会などの催し物会場

カーニヴァル風催し物「ビッグ・アイランド・フェア」（Big Island Fair）  、イースター早朝の祈りの会、その他の大掛かりな催し物もこの公園内の草地で開催される。
写真集
- 以前の滑走路は駐車場に。
- 以前のターミナル・ビルは現在「パビリオン」と呼ばれる音楽会などの催し物会場に。

## 参照項目
- レクリエーション
- コハナイキ海浜公園